# Зориковская волость
Зо́риковская во́лость — историческая административно-территориальная единица Старобельского уезда Харьковской губернии с центром в слободе Зориковка.
По состоянию на 1885 год состояла из 4 поселений, 4 сельских общин. Население — 7143 человека (3577 мужского пола и 3566 — женского), 1067 дворовых хозяйств.
|                        | Площадь, десятин | В том числе пахотной, дес. |
| ---------------------- | ---------------- | -------------------------- |
| Сельских общин         | 22156            | 12161                      |
| Частной собственности  | —                | —                          |
| Казенной собственности | —                | —                          |
| Другой собственности   | 150              | 150                        |
| В целом                | 22314            | 12311                      |

Основные поселения волости по состоянию на 1885 год:
- Зориковка — бывшая государственная слобода при реке Камышная в 60 верстах от уездного города, 2070 человек, 311 дворовых хозяйств, православная церковь, школа, ежегодная ярмарка.
- Кабычевка — бывшая государственная слобода при реке Белая, 2242 человека, 336 дворовых хозяйства, православная церковь, школа, ежегодная ярмарка.
- Морозовка — бывшая государственная слобода при реке Камышня, 1842 человека, 283 дворовых хозяйства, православная церковь, 3 ярмарки в год.
- Пивненское — бывший государственный хутор при реке Камышня, 989 человек, 137 дворовых хозяйства.

Крупнейшие поселения волости по состоянию на 1914 год:
- слобода Зориковка — 3530 жителей;
- слобода Кабычевка — 4100 жителей;
- слобода Морозовка — 3270 жителей;
- слобода Пивневка — 1987 жителей.

Старшиной волости был Фёдор Харитонович Лигус, волостным писарем — Мусий Антонович Корниенко, председателем волостного суда — Тимофей Петрович Радченко.